# Ла Туј
Ла Туј је насеље у Италији у округу Долина Аосте, региону Долина Аосте.
Према процени из 2011. у насељу је живело 762 становника. Насеље се налази на надморској висини од 1465 м.

## Становништво
| 1951. | 1961. | 1971. | 1981. | 1991. | 2001. | 2011. |
| ----- | ----- | ----- | ----- | ----- | ----- | ----- |
| 1.339 | 901   | 657   | 708   | 764   | 716   | 776   |